# Walter Horak
Walter Horak (Marchegg, 1º giugno 1931 – Vienna, 24 dicembre 2019) è stato un calciatore austriaco, di ruolo attaccante.

## Carriera
Fu capocannoniere del campionato austriaco nel 1958.

## Palmarès

### Club

#### Competizioni nazionali
- Campionato austriaco: 1

Austria Vienna: 1960-1961